# Grzegorz Karpiński
Grzegorz Karpiński (ur. 4 sierpnia 1976 w Chełmnie) – polski polityk, prawnik i samorządowiec, radca prawny, poseł na Sejm VI i VII kadencji, w latach 2011–2014 sekretarz stanu w Ministerstwie Sportu i Turystyki, w latach 2014–2015 podsekretarz stanu i następnie sekretarz stanu w Ministerstwie Spraw Wewnętrznych, od 2023 sekretarz stanu w Kancelarii Prezesa Rady Ministrów i zastępca szefa KPRM.

## Życiorys
Ukończył w 2001 studia Wydziale Prawa i Administracji Uniwersytetu Mikołaja Kopernika w Toruniu. Był dyrektorem biura poselskiego Jana Wyrowińskiego, później (od 2005) pracował jako radca prawny. W latach 1998–2002 i 2006–2007 był radnym toruńskiej rady miejskiej.
Należał do Unii Wolności, następnie przystąpił do Platformy Obywatelskiej, z ramienia której w wyborach parlamentarnych w 2007 uzyskał mandat poselski. Kandydując w okręgu toruńskim, otrzymał 5054 głosy. Zasiadał w Komisji Ustawodawczej oraz Komisji Sprawiedliwości i Praw Człowieka, a także w komisji śledczej do zbadania okoliczności porwania i zabójstwa Krzysztofa Olewnika. 1 marca 2010 został przewodniczącym PO w Toruniu (ustąpił z tej funkcji 16 stycznia 2012). W wyborach parlamentarnych w 2011 nie odnowił mandatu.
W grudniu 2011 został powołany na stanowisko sekretarza stanu w Ministerstwie Sportu i Turystyki. W styczniu 2014 przeszedł na stanowisko podsekretarza stanu w Ministerstwie Spraw Wewnętrznych, w listopadzie tego samego roku awansowany na sekretarza stanu w tym resorcie. W grudniu 2014 objął zwolniony przez Marka Wojtkowskiego mandat poselski. W wyborach w 2015 nie uzyskał poselskiej reelekcji. W tym samym roku zakończył pełnienie funkcji rządowej. W 2023 ponownie bez powodzenia kandydował do Sejmu (z listy Koalicji Obywatelskiej). W grudniu tego samego roku został sekretarzem stanu w Kancelarii Prezesa Rady Ministrów i zastępcą szefa KPRM. W marcu 2024 został przedstawicielem prezesa Rady Ministrów w Komisji Nadzoru Finansowego.